# The Distillers
The Distillers to punkrockowy zespół założony przez Australijkę Brody Dalle pod koniec 1998 roku. Został oficjalnie rozwiązany w 2006 roku. 

## Historia zespołu
Pierwotnie zespół tworzyli: Brody (jeszcze pod nazwiskiem Armstrong), gitarzystka z Detroit - Rose Casper, basistka Kim Chi i perkusista Matt Young. W tym składzie zespół wydał pierwszą płytę w 2000 roku. Niebawem zespół opuścili Kim, która trafiła do The Original Sinners i Matt.
Matta zastąpił półprofesjonalny bokser Andy "Outbreak" Granelli, który wcześniej grał na bębnach w The Nerve Agents. Nowym basistą został Ryan Sinn.
Po wydaniu drugiej płyty w 2002 roku nie dość, że zespół ponownie został zdziesiątkowany (opuściła go uzależniona od narkotyków Rose), to jeszcze zmieniła wytwórnię płytową. Z Epitaph Records The Distillers trafili pod skrzydła wielkiej wytwórni Warner Music Group. Gdy do zespołu dołączył nowy gitarzysta Tony "Bichon" Bradley, można było zacząć pracę nad trzecią płytą. Krążek został wydany pod koniec 2003 roku i zdecydowanie zmienił spojrzenie świata na tę nowojorską kapelę, dotąd grającą solidnego, momentami hardcorowego punk rocka. Płyta "Coral Fang" (dostępna również w Polsce) została wielokrotnie nagradzana, choć już głównie w kategoriach płyt rockowych.
Jednak i ta zmiana stylu nie uchroniła zespołu przed kolejnym rozpadem. W lutym 2005 roku zespół opuścił Andy Granelli, odchodząc do Darker My Love. W lipcu 2005 zespół opuścił Ryan Sinn. Zaczęły szerzyć się pogłoski o definitywnym rozpadzie The Distillers. 
Zespół oficjalnie rozwiązano w 2006 roku.
W 2007 Brody Dalle wraz z gitarzystą Tonym Bradleyem założyli zespół Spinnerette. 

## Dyskografia
- The Distillers (2000)
- Sing Sing Death House (2002)
- Coral Fang (2003)